# Andrew Porter (écrivain)
Pour les articles homonymes, voir Andrew Porter et Porter.
Œuvres principales
- La Théorie de la lumière et de la matière

Andrew Porter, né en 1972 à Lancaster en Pennsylvanie, est un écrivain américain.

## Œuvres

### Roman
- Entre les jours, l'Olivier, 2014 ((en) In Between Days, Alfred A. Knopf/Random House, 2012), trad. France Camus-Pichon, 400 p.  (ISBN 978-2879297217)

### Recueil de nouvelles
- La Théorie de la lumière et de la matière, l'Olivier, 2011 ((en) The Theory of Light and Matter, University of Georgia Press, 2008), trad. France Camus-Pichon, 216 p.  (ISBN 978-2879297064)